# سمیع مهدی
سمیع مهدی (زاده ۱۳۶۳ بغلان) خبرنگار و استاد دانشگاه اهل افغانستان است.

## زندگی
سمیع مهدی متولد ۱۳۶۳ هجری خورشیدی در پلخمری ولایت بغلان افغانستان است و در حال حاضر در ایالات متحده آمریکا زندگی می‌کند.

### تحصیلات
اولین بار مکتب را در دره اندراب آغاز کرد و در کابل ادامه داد، دوره لیسه را به دلیل آمدن طالبان در تاجیکستان خواند و بعد از سقوط طالبان برگشت به افغانستان و یک سال در آکادمی پولیس در کابل درس خواند و سپس آن را رها کرد، بعد از کانکور به دانشکده کابل رفت و لیسانس را از آنجا دریافت کرد.
در سال ۲۰۱۴ به ایالات متحده آمریکا رفت و ماستری خودرا در رشته روابط بین‌الملل از دانشگاه بوستون دریافت کرد.

### حرفه
سمیع قبل از به پایان رساندن دانشگاه، در روبه‌روی دانشگاه کابل کتاب فروشی داشت و کتاب می‌فروخت.
وی از سال ۱۳۸۸ تا ۱۳۹۲ در تلویزیون یک کار کرده است، سپس از سال ۱۳۹۲ تا ۱۳۹۳ مدیرعامل تلویزیون خورشید بود.
او یکی از بنیان‌گذاران تلویزیون آمو است و در حال حاضر در تلویزیون آمو کار می‌کند.

## جوایز
سمیع در ۱۳ نوامبر ۲۰۱۲ جایزه بین‌المللی روزنامه‌نگاری نایت یا خبرنگار شجاع را در واشینگتن ایالات متحده آمریکا دریافت کرد.